# 微臀亮背鯰
微臀亮背鯰，為輻鰭魚綱鯰形目鯰科的其中一種，為熱帶淡水魚，分布於亞洲婆羅洲東北部淡水流域，體長可達35公分，棲息在底中層水域，生活習性不明。

## 扩展阅读
維基物種上的相關：微臀亮背鯰